# Handley Page Type E
El Handley Page Type E fue un monoplano monomotor biplaza británico, ideado como demostrador. Aunque sólo se construyó un ejemplar, voló exitosamente de 1912 a 1914, llevando a varios centenares de pasajeros y volando varios miles de millas.

## Diseño y desarrollo

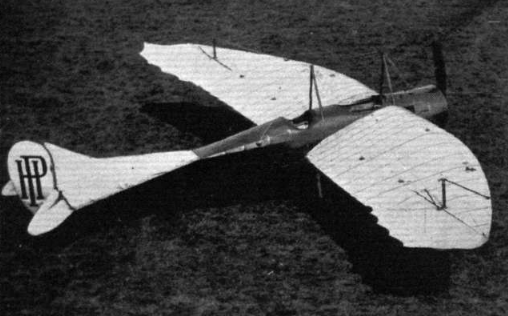
Con alerones y nueva aleta.

El monoplano de asientos en tándem Handley Page Type E se comenzó con la esperanza de ganar una competición de la Oficina de Guerra a finales de 1911, pero las especificaciones parecían difíciles de cubrir, por lo que se decidió acabar la máquina como un demostrador y presentar un nuevo diseño (el Type F) para el premio militar. El Type E poseía un buen trato en común con su más pequeño predecesor monoplaza, el Type D. Ambos eran aviones de ala alta monomotores con la planta alar característica heredada de la patente de José Weiss. Menos técnicas, las alas y colas de ambas máquinas fueron barnizadas en amarillo, aunque el fuselaje recubierto de tela del Type E lo fue en azul brillante, en contraste con el acabado en gris mate del Type D. Como era de esperar, el Type E también heredó el nombre Yellow Peril (Peligro Amarillo).
Las alas del Type E poseían un borde de ataque muy curvado y un borde de fuga recto, pero aflechado. Hacia la punta, el borde de fuga se extendía hacia atrás para hacerla más flexible en la deformación del ala. Las alas fueron construidas alrededor de dos largueros y estaban arriostradas mediante cables, por arriba y por debajo, hasta puntos en los largueros frontal y trasero, desde un par de soportes en V invertida montados en el fuselaje, cada uno justo por delante de cada cabina y unidos por una varilla horizontal de unión. Se fijó un pendolón al larguero trasero hacia la punta alar, donde se fijaron los cables de arriostramiento exteriores. Cuando este poste se movía hacia delante y hacia atrás por cables de control separados, el ala se deformaba, proveyendo de control lateral.
El fuselaje estaba construido alrededor de cuatro larguerillos de fresno, separados equiláteramente en la parte delantera, pero ahusándose hasta un borde vertical en la cola. Por debajo del fuselaje existía una ancha quilla central, por lo que la sección transversal del fuselaje inferior era triangular; en la parte superior existía una cubierta redondeada. El plano de cola tenía forma de una delta muy aflechada como en el Type D, pero llevaba elevadores gemelos con forma aproximada de medio corazón. En contraste con el Type D, el poste del timón estaba firmemente fijado al fuselaje y no se movía con los elevadores; el timón tenía la misma forma que los elevadores, moviéndose entre ellos y por detrás de una larga aleta rectangular. La cabina abierta del piloto estaba un poco por detrás del borde de ataque del ala, justo por detrás del larguero, y era más grande que la del pasajero, instalada detrás del larguero trasero, cerca del borde de fuga. El piloto deformaba las alas girando un volante montado en una palanca, que también se podía mover hacia delante y hacia atrás, operando los elevadores. Existía una "caña de pie" para el control del timón.
El Type E estaba propulsado por un motor rotativo Gnome de 37 kW (50 hp). Estos motores estaban bien considerados, pero producían gran cantidad de aceite caliente, por lo que se instaló media capota para proteger al piloto. Las ruedas principales estaban montadas en los extremos de un par de patas amortiguadoras telescópicas y estaban unidas por un eje abisagrado centralmente con un par de soportes fijos, formando una disposición de W invertida. Esta estructura era rígida y el avión estaba protegido contra los capotajes por un largo patín central que se curvaba hacia arriba bien por delante de la hélice, montado en el fuselaje mediante dos pares delanteros y traseros de soportes en V invertida y unidos así mismo a la bisagra del eje. Existía un largo patín de cola que tocaba el suelo por la parte inferior del poste del timón.

## Historia operacional
El Type E realizó sus primeros saltos rectos el 26 de abril de 1912 en el campo de Handley Page en Fairlop y pronto se desempeñó lo suficientemente bien como para volar hasta los talleres en Barking, pilotado por Edward Petre. El 27 de julio, voló desde Fairlop hasta Brooklands en una complicada ruta de 55 millas, evitando las zonas urbanizadas de Londres. A finales de septiembre, después de un periodo en el que Handley Page se había preocupado de las pruebas militares del Type F y el traslado de sus talleres desde Barking hasta Cricklewood, el Type E fue volado hasta Hendon por Wilfred Parke y luego usado para llevar a alrededor de 28 pasajeros en vuelos de recreo, incluyendo a dos niños juntos. También fue volado por otros pilotos no relacionados con la compañía hasta que sufrió daños menores. Durante las reparaciones, la aleta rectangular fue reemplazada por una triangular. El manejo fue mejorado y se realizaron varios vuelos con tres pasajeros, antes de que el avión fuese acicalado para su aparición en el Olympia Show en febrero de 1913, donde fue inspeccionado por el rey Jorge V. Inmediatamente después se le instaló una nueva ala, siendo reemplazado el sistema de deformación del ala por alerones formados abisagrando las extensiones exteriores de los bordes de fuga; la anterior característica de alabeo de lado a lado fue subsanada. El Type E voló en exhibiciones, demostraciones y vuelos de recreo durante el verano de 1913, siendo la mayor parte en el norte de Inglaterra. Más tarde fue modificado para ser usado como entrenador monoplaza por una escuela de vuelo en Hendon. El fuselaje fue acortado en 356 mm y los pares separados de soportes del fuselaje que soportaban los cables de arriostramiento del ala fueron reemplazados por una disposición más simple del tipo usado en el B.E.2c, con un eje sólido y dos patines. Voló así el 4 de julio de 1914 y fue usado hasta el comienzo de la Primera Guerra Mundial, cuando primero fue requisado, y luego descartado. El avión no voló de nuevo, pero realizó algunas salidas de celebración y sobrevivió hasta 1940, cuando fue destruido para hacer espacio en la fábrica de Radlett. En la designación de modelos retrospectiva de 1924, el Yellow Peril o Type E se convirtió en el HP.5.

## Especificaciones (biplaza)
Referencia datos: Barnes y James, 1987, p. 54

### Características generales
- Tripulación: Uno (piloto)
- Capacidad: Hasta tres pasajeros
- Longitud: 8,6 m (28,2 ft)
- Envergadura: 12,9 m (42,3 ft)
- Superficie alar: 22,3 m² (240 ft²)
- Peso vacío: 363 kg (800,1 lb)
- Peso cargado: 590 kg (1300,4 lb)
- Planta motriz: 1× motor rotativo de siete cilindros refrigerado por aire Gnome.
  - Potencia: 37 kW (51 HP; 50 CV)
- Hélices: Bipala de madera de paso fijo

### Rendimiento
- Velocidad máxima operativa (Vno): 96 km/h (60 MPH; 52 kt)
- Alcance: 3 h

## Aeronaves relacionadas

### Secuencias de designación
- Secuencia Alfabética (interna de Handley Page): ← Type B - Type C - Type D - Type E - Type F - Type G - Type H →
- Secuencia HP._ (interna de Handley Page): ← HP.2 - HP.3 - HP.4 - HP.5 - HP.6 - HP.7 - HP.8 →